# Esporte Clube Nova Cidade
Esporte Clube Nova Cidade é uma agremiação esportiva da cidade de Nilópolis, no estado do Rio de Janeiro, fundada a 10 de setembro de 1939. É considerado  o clube mais reconhecido de Nilópolis e revelou jogadores como Anderson Nachi e Alexandro Lepa. Também passou por lá, nas divisões de base, o lateral esquerdo Serginho (onde era chamado de “milico”), com passagens profissionais no Bahia, Cruzeiro, São Paulo, Milan e Seleção Brasileira.

## História
Foi criado pelos desportistas Joaquim de Almeida Flores e seus filhos Lauro de Almeida Flores, Paulo de Almeida Flores e Mauro de Almeida Flores, além dos amigos Sebastião Luiz Trindade, Luiz Maria de Aguillar, Wilson Palha de Castro, João Palha de Castro, Lourival Palha de Castro, Hugo Maurício Barbosa, Ernesto Cardoso, Fernando Rodegheri, Donizetti de Oliveira, Balduíno Francisco Cesar, Waldemar Arcas, João Batista Pinto, Geraldo Pedro da Silva, Genésio de Souza Barros e Jacinto Gomes Coelho.
Foi fundado oficialmente com a participação da família Palha de Castro, o clube teve sua primeira sede, provisória, instalada no escritório de Genésio de Souza Barros. No mesmo ano, ao custo de CR$ 60.000,00, foram adquiridos a Lincoln Rodrigues, 24 lotes de terrenos para a construção deu estádio e eleita sua primeira diretoria: presidente, Oscar Fonseca Monteiro Júnior; primeiro secretário: Waldemar Areas; segundo secretário: Edelfrido Antonio da Silva; tesoureiro: João Palha de Castro e o diretor de esporte, Daniel da Costa Trindade.
Seu estádio é inaugurado em 1941, ano em que obtém a quarta colocação no campeonato da Liga Iguaçuana de Desportos. Em 1943, fica com o vice-campeonato do torneio.
Durante esses primeiros anos os melhoramentos do estádio apesar de tímidos foram constantes. No ano de 1949, disputando o primeiro campeonato da Liga Nilopolitana de Desportos, sagra-se campeão.
Nas duas primeiras décadas, começou a participar de grandes competições de futebol do Estado, conquistando vitórias importantes. Nesse período foi construído o estádio Joaquim de Almeida Flores, cercado por muro de aproximadamente cinco metros de altura, com vestiários, sala de administração e torres de iluminação. No final dos anos 1970 o clube entrou em decadência, pois muitos sócios deixaram de pagar mensalidades, as escolinhas de futebol foram sendo desativadas e os eventos sociais acabaram.
Em 1969, vence o Campeonato de Clubes Campeões da Baixada, Torneio Antônio Paredes Neto, disputado pelo campeão e vice de Duque de Caxias (América e Nacional), São João de Meriti (Fazenda e São Pedro), Nilópolis (Santa Rita e Nova Cidade) e Nova Iguaçu (Morro Agudo e Potyguar). A decisão foi em uma melhor de três com o Nacional.
Em 1975, vence o II Torneio Integração Otacílio Tavares, promovido em conjunto pelo Departamento Autônomo e pela Liga de Desportos de Nova Iguaçu, o qual contou com as participações de Esporte Clube Anchieta, Intimidade Futebol Clube e Roial Futebol Clube. O Intimidade, de Parque Flora, foi o vice-campeão.
Somente na década de 1980 é que o Nova Cidade voltou ao cenário do futebol com a grande colaboração do Dr. Jacob Sessim que fez uma reforma total no estádio e dos desportistas Julio Lourenço e Paulo Sérgio Fernandes que oficializaram a profissionalização do clube na Confederação Brasileira de Futebol, em maio de 1983, ano no qual, o clube participou pela primeira vez do Campeonato da 3ª Divisão de Profissionais da FFERJ, ficando em último em sua chave, a "B" e não se classificando à fase final, atrás de Nacional Foot-Ball Club, Tupy Sport Club, União Esportiva Coelho da Rocha, Esporte Clube Miguel Couto, Tomazinho Futebol Clube e Heliópolis Atlético Clube. O Nacional e a Associação Atlética Cabofriense foram os promovidos à 2ª Divisão.
Em 1984, o Nova Cidade se licenciou das disputas de caráter profissional e amadoras. Na categoria de juniores vence o campeonato da Liga Nilopolitana de Desportos, deixando o Tupi Atlético Clube como vice-campeão.
No ano de 1985, conquistou o Campeonato Estadual de Juniores da 3ª Divisão. Na categoria profissional não chegou à fase final ao ficar apenas em quarto em sua chave, atrás de Tomazinho Futebol Clube, Central Sport Club e Heliópolis Atlético Clube. E à frente de Associação Atlética Volantes e União Esportiva Coelho da Rocha. Foram promovidos Porto Alegre e Central. No mesmo ano conquista o Troféu Valter Vasconcelos, relativo à categoria de juniores da Terceira Divisão.
Em 1986, começa a escalada do clube de Nilópolis rumo à elite estadual. Após um mau começo de primeira fase em ficou em quarto e último em sua chave, atrás de Associação Atlética Volantes, Tomazinho Futebol Clube e União Esportiva Coelho da Rocha, o Nova Cidade se classificou para a fase final e se classificou na segunda posição, atrás somente do Tomazinho Futebol Clube, e à frente de Associação Atlética Volantes, União Esportiva Coelho da Rocha, Olympico Futebol Clube, Associação Esportiva XV de Novembro, Tamoio Futebol Clube e Cruzeiro Futebol Clube. O Nova Cidade, portanto, se sagrou vice-campeão da 3ª Divisão e obteve o acesso à 2ª Divisão.
Em 1988, após dois turnos disputados na 2ª Divisão, ficou em segundo lugar, atrás apenas do Campo Grande Atlético Clube, e à frente de Olaria Atlético Clube, Central Sport Club, Paduano Esporte Clube, Serrano Foot Ball Club, Mesquita Futebol Clube, Rubro Atlético Clube, Associação Atlética Portuguesa, Esporte Clube Miguel Couto, Bonsucesso Futebol Clube, Madureira Esporte Clube e Tomazinho Futebol Clube. Na decisão do segundo turno, bateu o Campo Grande por 4 a 1 e se classificou para a fase final diante de Campo Grande, Olaria e São Cristóvão. Ao fim do quadrangular, ficou em primeiro, sucedido por Campo Grande Atlético Clube, Olaria Atlético Clube e São Cristóvão de Futebol e Regatas, conquistando assim de forma inédita o Campeonato da 2ª Divisão e alcançando o acesso à 1ª Divisão, na qual permaneceu nos anos de 1989 e 1990, sendo neste ano rebaixado à 2ª Divisão. Nos anos de 1991 e 1992 participou do Campeonato da 2ª Divisão.
Em 1988, descobriu o atleta Serginho, que com atuações destacadas no time, conquistou uma carreira brilhante passando pelo Itaperuna Esporte Clube, Bahia, CR Flamengo, Cruzeiro Esporte Clube, São Paulo Futebol Clube e na Itália jogando pelo Milan.
"Naquela partida, o Nova Cidade ficou no empate com o Olaria, mas um triunfo decisivo em cima do São Cristóvão, na partida seguinte, deixou o time mais perto do título e do acesso. De fato, isso se concretizou, numa quente tarde de 23 de outubro de 1988. No Luso-Brasileiro, o time de Nilópolis enfrentou o Campo Grande em busca de mais um ponto que lhe garantisse a inédita subida. Naquele time, um jovem de 17 anos estreava, como zagueiro: era o lateral-esquerdo Serginho, na época desconhecido, mas que depois ganharia o Brasil e o mundo, chegando a clubes como Flamengo, Sampdoria (ITA) e Milan (ITA), inclusive passando pela Seleção Brasileira", - Gabriel Andrezo, jornalista do site Futrio.net

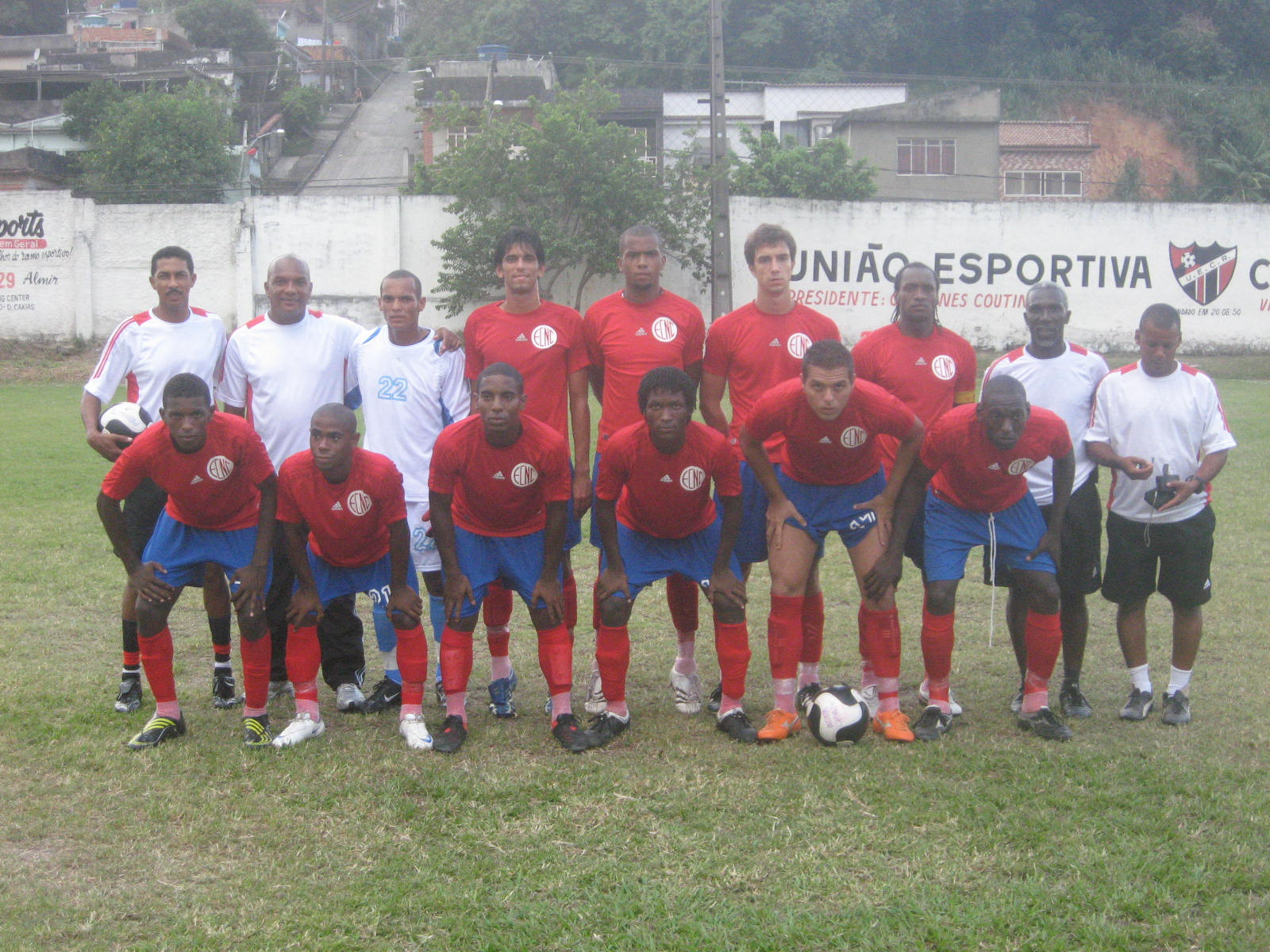
Nova Cidade em 2010

O Nova Cidade, de 1993 até os dias atuais, vive em extremas dificuldades, pois os sócios deixaram de pagar mensalidades e o clube só sobrevive graças aos dirigentes que o mantém atualizado perante a legislação esportiva, alternando sua participação, ora na 3ª Divisão, ora se licenciando da competição É presidido pelo ex-jogador do clube, Sinésio Benedetti Chagas que, por sua vez, é filho do falecido presidente Gélson Chagas, à época em que o clube estava na Primeira Divisão.
Em 2010, o clube retornou ao profissionalismo e participou da Terceira Divisão de Profissionais do estado do Rio de Janeiro, não chegando à segunda fase do certame.
Hoje o Nova Cidade e presidido por Jorge Eloy.
Em 2015, o Nova Cidade confirmou a presença no Campeonato Carioca da Serie C, que foi composto por 15 equipes. O Gigante da Baixada ficou apenas da 11° colocação, com 12 pontos, em 14 jogos. Conquista de maneira invicta a Taça Cidade de Nova Iguaçu, categoria sub 20, ao bater o Boavista Sport Club na final. Em 2016, o Nova Cidade jogou novamente o Campeonato Carioca Série C, disputados por 14 agremiações. O time nilopolitano, melhorou na Classificação Geral, foi o 8° colocado, com 16 pontos, em 13 jogos.
Em 2017, A FFERJ lançou um nova nomenclatura para Terceira Divisão do Rio de Janeiro, a chamada Série B2. Na estreia, o Nova Cidade, comandado por Carlos Alberto Sotelho de Souza, recebeu em casa com o  Bela Vista F.C, nos seus domínios. Foi a volta da torcida ao Joaquinzão, foram mais de um década sem receber público no estádio. Porém o resultado não foi o dos melhores, a equipe tomou o empate nos minutos finais da partida, e o jogo acabou com o empate no placar, 1 a 1. No fim do campeonato, o Quero-Quero da Baixada ficou com a sexta colocação, com 17 pontos, em 11 jogos. O Nova Cidade ficou com mesmo números de pontos do quinto colocado, Rio de Janeiro/Maricá F.C e do quarto, Rio São Paulo, mas com uma vitória a menos. Apenas uma vitória separou o Nova Cidade das semifinais da Série B2.
Em 2018, o Nova Cidade foi campeão da Série B2 do Campeonato Carioca. Na final, empatou sem gols com Campos e conquistou o título nos pênaltis.

## Títulos
Campeão Invicto
| ESTADUAIS  | ESTADUAIS                        | ESTADUAIS | ESTADUAIS  |
|            | Competição                       | Títulos   | Temporadas |
| ---------- | -------------------------------- | --------- | ---------- |
|            | Campeonato Carioca - 2.ª divisão | 1         | 1988       |
|            | Campeonato Carioca - 3.ª divisão | 1         | 2018       |
| MUNICIPAIS |                                  |           |            |
|            | Competição                       | Títulos   | Temporadas |
|            | Liga Nilopolitana de Desportos   | 1         | 1949       |

- 1969 - Campeão do Torneio Antônio Paredes Neto (Campeonato de Clubes Campeões da Baixada);
- 1974 - Campeão do Torneio Grande Rio;
- 1975 - Campeão do II Torneio Integração Otacílio Tavares;
- 1985 - Campeão Estadual da Terceira Divisão (Taça Valter Vasconcelos), categoria de juniores;
- 1984 - Campeão da Liga Nilopolitana de Desportos, categoria juniores;

## Estatísticas

### Participações
|  | Participações em 2025 |

| Competição     | Competição            | Temporadas | Melhor campanha    | Estreia | Última | P | R |
| Rio de Janeiro | Campeonato Carioca    | 2          | 8º lugar (1989)    | 1989    | 1990   |   | 1 |
| Rio de Janeiro | Série A2 do Carioca   | 6          | Campeão (1988)     | 1980    | 2020   | 1 | 1 |
| Rio de Janeiro | Série B1 do Carioca   | 22         | Campeão (2018)     | 1983    | 2025   | 2 | – |
| Rio de Janeiro | Série B2 do Carioca   | 1          | ?º colocado (1995) | 1995    | 1995   | – | – |
| Rio de Janeiro | Campeonato Fluminense | 1          | ?º colocado (1956) | 1956    | 1956   | – | – |

### Outros destaques
- Vice-campeão Estadual da Terceira Divisão: 1986;
- Torneio Início da Baixada Fluminense: 1956;
- Vice-campeão da Liga de Desportos de Nova Iguaçu: 1943;
- Campeão Estadual da Terceira Divisão de Juniores: 1985;
- Campeão invicto da Taça Cidade de Nova Iguaçu (Sub-20): 2015;
- Campeão Taça de Verão de Nova Iguaçu (Sub-17): 2018;

## Fonte
- VIANA, Eduardo. Implantação do futebol Profissional no Estado do Rio de Janeiro. Rio de Janeiro: Editora Cátedra, s/d.